# Bilster Berg
Der Bilster Berg ist eine am 11. April 2013 eröffnete Test- und Präsentationsstrecke in Pömbsen, einem Ortsteil der Stadt Bad Driburg im Kreis Höxter in Ostwestfalen-Lippe. Die offizielle Eröffnung war am 1. Juni 2013. Die Strecke ist Teil des Bilster Berg Drive Resort, einer Anlage für Automobiltests, Veranstaltungen der Automobilindustrie und Clubsportveranstaltungen. Die Strecke ist von dem Architekten Hermann Tilke entworfen worden, der auch sieben aktuelle Formel-1-Rennstrecken entworfen hat, unterstützt wurde er dabei vom zweifachen Rallye-Weltmeister Walter Röhrl.

## Lage
Das Bilster Berg Drive Resort befindet sich auf dem Gelände eines ehemaligen Munitionsdepots der Britischen Streitkräfte in Deutschland und liegt innerhalb eines größeren Waldgebietes im östlichen Vorland des Eggegebirges. Das Gebiet befindet sich im östlichen Teil Nordrhein-Westfalens im Kreis Höxter (Ostwestfalen-Lippe). Der Ortskern der Stadt Nieheim liegt drei Kilometer östlich, der Stadtkern von Bad Driburg ist zehn Kilometer entfernt.

## Konzept
Laut Konzept soll es neben der Strecke weitere Module wie eine Dynamikfläche und einen SUV-Bereich mit zwei Parcours geben. Aufgrund der Topografie des Geländes und der damit verbundenen Uneinsehbarkeit erwartet der Betreiber hauptsächlich Kunden aus der Industrie für Fahrzeug- und Komponententests. Durch die aufwändige Begrünung sollen auch Fahrzeugpräsentationen und Presse-Fahrvorstellungen möglich sein. Rennen wie Formel 1, DTM, WTCC oder ADAC GT Masters sind nicht vorgesehen und mangels Infrastruktur wie Parkplätzen, Tribünen, dem Schallkontingent und sanitären Anlagen nicht möglich.
Bislang haben lediglich kleinere Clubsportveranstaltungen vereinzelt auf der Anlage stattgefunden. So gab es bislang zwei Auftritte der DMV BMW Challenge, eine Veranstaltung der Scuderia Alfa Classico 2016 und 2019 eine Gleichmäßigkeitsprüfung der Rundstrecken-Challenge Nürburgring (RCN-GLP). Alle Veranstaltungen fanden allerdings als geschlossene Clubsportveranstaltungen statt.

## Geschichte
Die Planung und Initiative für die Errichtung dieser Anlage geht auf Marcus Graf von Oeynhausen-Sierstopff zurück.
Bauvorbereitende Maßnahmen haben im Februar 2011 begonnen, dabei wurde vor allem der spätere Streckenverlauf freigelegt, die offizielle Grundsteinlegung fand am 27. September 2011 statt. Die Anlage sollte im Sommer 2012 eröffnet werden. Es lagen sowohl ein genehmigter Flächennutzungsplan wie auch ein genehmigter Bebauungsplan vor. Die Rechtmäßigkeit des Bebauungsplans wurde vom Oberverwaltungsgericht Münster im Frühjahr 2011 bestätigt. Am 5. August 2011 gab die Betreibergesellschaft bekannt, dass das Genehmigungsverfahren nach Bundes-Immissionsschutzgesetz abgeschlossen und die Betriebsgenehmigung erteilt worden sei. Die Sonderbetriebstage, also die Tage, an denen Veranstaltungen mit erhöhtem Lärmpegel durchgeführt werden, wurden von 18 auf 10 Tage reduziert.
Durch den Beschluss des Oberverwaltungsgerichts Münster vom 3. Mai 2012 wurde die Gültigkeit der Teilgenehmigung der Strecke bis zum Abschluss des Hauptverfahrens aufgehoben. In dem Beschluss wird die Strecke als Renn- und Präsentationsstrecke bezeichnet.
Am 31. Oktober 2012 wurde die Klage der Anwohner abgewiesen, nachdem deutliche Abstriche im Bereich der Sonderöffnungstage und Events vorgenommen und eine stärkere Kontrolle des Lärms garantiert wurden.
Im Jahr 2014 kamen Vorwürfe über falsche Abrechnungen seitens der Gesellschafter des Bilster Berg Drive Resort gegenüber Marcus Graf von Oeynhausen-Sierstopff auf; seither kam es zu mehreren Gerichtsprozessen.
2023 wurden auf dieser Strecke die Rennszenen für den Film Manta Manta – Zwoter Teil gedreht.

## Streckencharakteristik
Die Länge der Gesamtstrecke beträgt 4,2 km. Sie kann in eine 1,8 km lange Westschleife und eine 2,4 km lange Ostschleife unterteilt werden. Die kürzere Westschleife ist dabei topografisch anspruchsvoll, die Ostschleife der schnellere Teil der Strecke. Die absolute Höhendifferenz auf der Gesamtlänge beträgt 72 m, das größte Gefälle beträgt 26 Prozent, die größte Steigung 20 Prozent. Insgesamt geht es über 44 Wannen und Kuppen über jeweils 102 Höhenmeter hinauf und hinunter. Der Höhenunterschied je laufendem Kilometer beträgt auf dem Bilster Berg 17 m. Zum Vergleich: Auf der Nürburgring-Nordschleife sind es 14 m. Die Strecke ist überwiegend 12 m breit. In der „Mausefalle“, einem sehr anspruchsvollen Streckenabschnitt mit einem Gefälle von 26 Prozent, weitet sich die Kurve auf 13 Meter aus. Direkt danach geht es in das Steilstück mit bis zu 21 Prozent Steigung. Durch die zahlreichen Wannen und Kuppen sind viele Kurven  schwer oder nicht einsehbar zu fahren.

## Nebennutzung
Neben dem Gelände des Bilster Berg Drive Resort wurden auf zusätzlich über 45 ha die vorgeschriebenen Ausgleichsflächen nach CEF (CEF-Maßnahme) errichtet und sog. Ersatzhabitate geschaffen. Im und am angrenzenden Wald leben aktuell fünf Galloway-Rinder, die ebenfalls Bestandteil der ökologischen Ausgleichsmaßnahmen sind. Diese sehr robuste Rasse lebt das ganze Jahr im Freien und produziert Biofleisch.

## Kosten und Finanzierung
Die Baukosten betrugen ca. 34 Millionen Euro, wobei diese Mittel ausschließlich privat zusammen mit 172 Investoren aufgebracht wurden.

## Kritik
Bürger- und Umweltverbände hatten nahezu 200 Einwände gegen die Strecke eingereicht. Die Strecke entstand in einem Waldgebiet in unmittelbarer Nähe zum geplanten Nationalpark Teutoburger Wald und Eggegebirge, einem Rückzugsraum für mehrere bedrohte Tierarten. Deswegen opponierten die Umweltverbände gegen den Bau.

## Westfalenring
Schon gut zehn Jahre vor dem Projekt Bilster Berg gab es am 8 km entfernten Stoppelberg bei Steinheim ebenfalls ein Projekt zum Bau einer Teststrecke, die den Namen Westfalenring tragen sollte. Auch an diesem Projekt war der Rennstreckenarchitekt Hermann Tilke beteiligt. Allerdings wurde die Rennstrecke nicht verwirklicht.